# Un homme qui crie
Un homme qui crie és una pel·lícula dramàtica de 2010 dirigida per Mahamat-Saleh Haroun, protagonitzada per Youssouf Djaoro i Diouc Koma. El rodatge va tenir lloc a N'Djamena i Abéché. Ambientada l'any 2006, gira al voltant de la guerra civil al Txad i explica la història d'un home que envia el seu fill a la guerra per recuperar la seva posició en un hotel de luxe. S'exploren els temes de la paternitat i de la cultura de la guerra.
La pel·lícula es va estrenar el 16 de maig de 2010 en competició al 63è Festival de Canes, on va guanyar el Premi del Jurat. Posteriorment es va mostrar en diversos festivals cinematogràfics, com el de Toronto. Pyramide Distribution va estrenar el llargmetratge als cinemes francesos el 29 de setembre de 2010.

## Argument
Adam (Youssouf Djaoro) és un antic campió de natació d'Àfrica central que treballa com a l'encarregat de la piscina d'un hotel de luxe a N'Djamena (Txad). Tot i que és en la seixantena, encara és conegut com a «Champ». Quan l'hotel és adquirit per empresaris xinesos, com a mesura econòmica, la senyora Wang (Li Heling), la gerent, el degrada a guàrdia de seguretat i el seu fill Abdel (Diouc Koma) és nomenat encarregat de la piscina. Viu molt malament aquesta situació, que considera com una caiguda social ja que la seva identitat està lligada a la piscina. Com que el país es troba en una guerra civil contra les forces rebels, tothom ha de contribuir a l'esforç de guerra. Però Adam no té diners, només té el seu fill.
El cap local pressiona Adam perquè doni diners per a la lluita del Txad contra les forces rebels, castigant-lo per no assistir a una reunió de la causa. El cap explica a Adam com va enviar el seu fill de 17 anys a lluitar a la guerra; també li diu a Adam que té tres dies per pagar diners per donar suport a la causa. Per recuperar el seu lloc de treball, Adam inscriu Abdel com a voluntari de les Forces Terrestres del Txad, i els soldats arriben a la casa familiar i recluten Abdel a la força. Adam reprèn la seva feina com a encarregat de la piscina.
La xicota embarassada d'Abdel, una noia de 17 anys, arriba a casa d'Adam i és acollida i atesa per la família. El conflicte s'agreuja i la gent del poble fuig. Adam li explica a la seva nora la seva traïció i ella s'enfonsa. Adam es replanteja la seva posició i arriba amb la seva motocicleta amb sidecar a la zona de guerra per endur-se'n el seu fill a casa; allà el troba amb ferides greus en un ull, el coll, el braç dret i l'abdomen. Aquella nit Adam treu Abdel de l'hospital, el col·loca al sidecar i marxen junts cap a casa. Durant el viatge, el noi diu que vol nedar al riu; quan hi arriben, Abdel mor. Adam fa surar el cadàver al riu, que s'emporta el cos.

## Repartiment
- Youssouf Djaoro com a Adam
- Diouc Koma com a Abdel, fill d'Adam
- Emile Abossolo M'Bo com a cap del districte
- Hadje Fatime N'Goua com a Mariam, dona d'Adam
- Djénéba Koné com a Djénéba, xicota d'Abdel
- Marius Yélolo com a David, millor amic d'Adam
- Heling Li com a senyora Wang, gerent de l'hotel
- John Mbaiedoum com a Étienne

## Temes
La relació d'Adam i Abdel és el focus principal de la història de la pel·lícula i, segons el director, es refereix al Txad actual: "Entre el pare i el fill hi ha el transport de la memòria, els gens i la cultura. Aquí és especialment important perquè els homes condueixen la guerra al Txad. Els disturbis al Txad han durat 40 anys i és el pare qui ha transmès la cultura de la guerra al seu fill, perquè sinó no hi ha cap motiu perquè el fill s'hi impliqui". Mahamat Saleh Haroun es va resistir intencionadament a aprofundir sobre la guerra civil al Txad i la política: "La pel·lícula explica el punt de vista d'aquest personatge i no té cap posició amb els rebels ni amb el govern; per a la seva vida les dues forces són abstractes, així que no importaria si estigués pels rebels o pel govern, ja que això no aturaria la guerra."
El títol de la pel·lícula és una cita del poemari Return to My Native Land d'Aimé Césaire. La frase sencera és "Un home que crida no és un ós que balla". Haroun diu que el personatge principal Adam està "cridant contra el silenci de Déu, no és un crit contra l'adversitat".

## Producció
La idea de la pel·lícula va sorgir el 2006 durant la producció de Daratt. El 13 d'abril les forces rebels van entrar a N'Djamena, la capital txadiana, on Haroun estava filmant, i la producció es va aturar immediatament. L'equip de filmació, inclòs el jove actor principal que el mateix dia feia 18 anys, es va quedar atrapat al desert sense cap mitjà de comunicació. Això va inspirar Haroun a intentar capturar la sensació d'empresonament que va experimentar durant l'esdeveniment.
La companyia francesa Pili Films i la txadiana Goï Goï Productions van produir la pel·lícula juntes, i la companyia belga Entre Chiens et Loups va oferir suport addicional a la coproducció. El pressupost de dos milions d'euros incloïa el suport del Centre Nacional de Cinematografia de França i la inversió prèvia a la venda de Canal +, Canal Horizons, Ciné Cinéma i TV5 Monde.
El rodatge va tenir lloc durant sis setmanes al Txad, a partir del 30 de novembre de 2009. Molts dels extres de la pel·lícula eren empleats reals d'hotels, turistes i soldats als quals Haroun va demanar que actuessin com ells mateixos en pro del realisme. El director va explicar que el rodatge a N'Djamena no va ser problemàtic; tanmateix, quan l'equip va rodar a Abéché, un bastió de les forces rebels, hi havia una por constant entre tots els implicats en la producció. Haroun va veure com a un repte acabar la pel·lícula abans que passés alguna cosa, alhora que també va intentar aprofitar la tensió genuïna al plató.

## Acollida
Com a conseqüència de la bona acollida de la pel·lícula, el govern del Txad va accedir a obrir una escola de cinema a N'Djamena i va subvencionar per primera vegada una obra cinematogràfica; aquesta va ser Gris-Gris, de 2013 i també dirigida per Haroun.

### Crítica
La pel·lícula va rebre ressenyes positives per part de la crítica. Rotten Tomatoes informa que el 89% dels 36 crítics professionals van donar a la pel·lícula una crítica positiva, amb una valoració mitjana de 7,2/10.
Thomas Sotinel va valorar la pel·lícula per a Le Monde. Va pensar que tenia una bellesa innegable, però va continuar: "Aquesta bellesa també és fràgil, perquè Mahamat Saleh Haroun no tenia tots els recursos necessaris per a l'expressió plena de la seva visió. És especialment molest que la seqüència amb l'èxode de la població de N'Djamena demostra bé que el cineasta pot canviar al gran format quan el seu subjecte ho mana."
Julien Welter de la revista L'Express va valorar l'elecció de Haroun de no fer una anàlisi a gran escala del conflicte al Txad, ni un melodrama sobre el patiment que ha comportat. La principal preocupació de Welter va ser que creia que la qualitat del guió va caure durant el tercer acte, però va acabar la ressenya proclamant Haroun com "més que mai un artista a seguir".
El crític de cinema estatunidenc Roger Ebert va declarar que "admirava molt" la pel·lícula, i va assenyalar: "La qualitat singular de la pel·lícula és mirar la vida d'Adam, la forma en què valora la seva feina gairebé més que el seu fill i la manera com l'estatus conferit per un hotel occidental l'ha embruixat."

### Guardons
La pel·lícula va rebre el Premi del Jurat del Festival de Canes. Això va fer que Haroun no només fos el primer director txadià a tenir una pel·lícula a la competició principal, sinó també el primer a guanyar un dels premis del festival. Un homme qui crie va guanyar l'Hugo de plata al millor guió al 46è Festival Internacional de Cinema de Chicago, en el qual Youssouf Djaoro va ser guardonat amb l'Hugo de plata al millor actor. Als Premis Lumières de 2011, decidits per periodistes estrangers establerts a París, la cinta va guanyar el premi a la millor pel·lícula en llengua francesa de fora de França. Un homme qui crie va ser nominada al Premi Magritte en la categoria de Millor pel·lícula estrangera en coproducció el 2012, però va perdre davant Tímids anònims.